# Polysyncraton shellensis
Polysyncraton shellensis är en sjöpungsart som beskrevs av Enrico Adelelmo Brunetti 2007. Polysyncraton shellensis ingår i släktet Polysyncraton och familjen Didemnidae. Inga underarter finns listade i Catalogue of Life.